# Karl Rorich
Karl Rorich (auch Carl Rorich, * 27. Februar 1869 in Nürnberg; † 4. Juli 1941 ebenda) war ein deutscher Komponist der Romantik, Chorleiter, Pianist, Organist und Musikpädagoge.

## Leben und Werk
Karl Rorich studierte an der Königlichen Musikschule in Würzburg und wurde 1892 als Professor an die Musikhochschule des Großherzogtums Weimar berufen, 1897 wurde er dort Musikdirektor. 1911 wurde er Mitglied der musikalischen Sachverständigenkammer. Von 1904 bis 1909 leitete er auch den dort ansässigen Philharmonischen Verein. 1914 ging er als Direktor der Städtischen Musikschule nach Nürnberg.
Als Komponist schrieb er unter anderem eine Sinfonie in D-moll, Introduktion und Allegro für Streichorchester, den Akademischen Festmarsch, einen Hymnus solemnis, eine Märchenouvertüre, eine Karnevalistische Ouvertüre, die Suiten Waldleben und Weihnachtsbilder, ein Bläserquintett in E-moll, ein Streichquartett in H-moll, ein Sextett für Streichquartett, Flöte und Harfe, eine Suite für zwei Flöten, Chöre, Klavierstücke und Lieder. Er veröffentlichte das Werk Materialien für den theoretischen Unterricht – Eine Aufgabensammlung für Harmonieschüler als Supplement zu jedem theoretischen Lehrbuch (Leipzig 1908).